# Bucey-lès-Traves
Bucey-lès-Traves är en kommun i departementet Haute-Saône i regionen Bourgogne-Franche-Comté i östra Frankrike. Kommunen ligger i kantonen Scey-sur-Saône-et-Saint-Albin som tillhör arrondissementet Vesoul. År 2022 hade Bucey-lès-Traves 146 invånare.

## Befolkningsutveckling
Antalet invånare i kommunen Bucey-lès-Traves
| Referens: INSEE |